# Штойцнер, Константин
Константин Штойцнер (нем. Konstantin Stoitzner; 20 июля 1863, Бузау, Австрийская империя (ныне Храставец в районе Свитави, Пардубицкого края Чехии) — 6 января 1933, Вена) — австрийский художник и иллюстратор. Почетный член Союза художников Австрии.

## Биография
Обучался в венской Академии изобразительных искусств под руководством А. Айзенменгера и К. Грипенкерля.

## Творчество
Творчество Константина Штойцнера хорошо известно. Он инициатор и почетный член австрийского Союза художников (1914—1923).
Регулярно экспонировал свои работы на выставках этого Союза.
Президент общества «Народное искусство Вены».
В 1909 году был награждён государственной медалью Австрии, в 1915 году получил почетный приз Вены, а в 1917 году — приз Регионального Комитета Нижней Австрии.
Работы художника находятся в городской коллекции Вены, в собрании княжества Лихтенштейн, в музее Айзенштадта.
Автор ряда портретов, писал жанровые полотна, пейзажи и натюрморты.

## Галерея

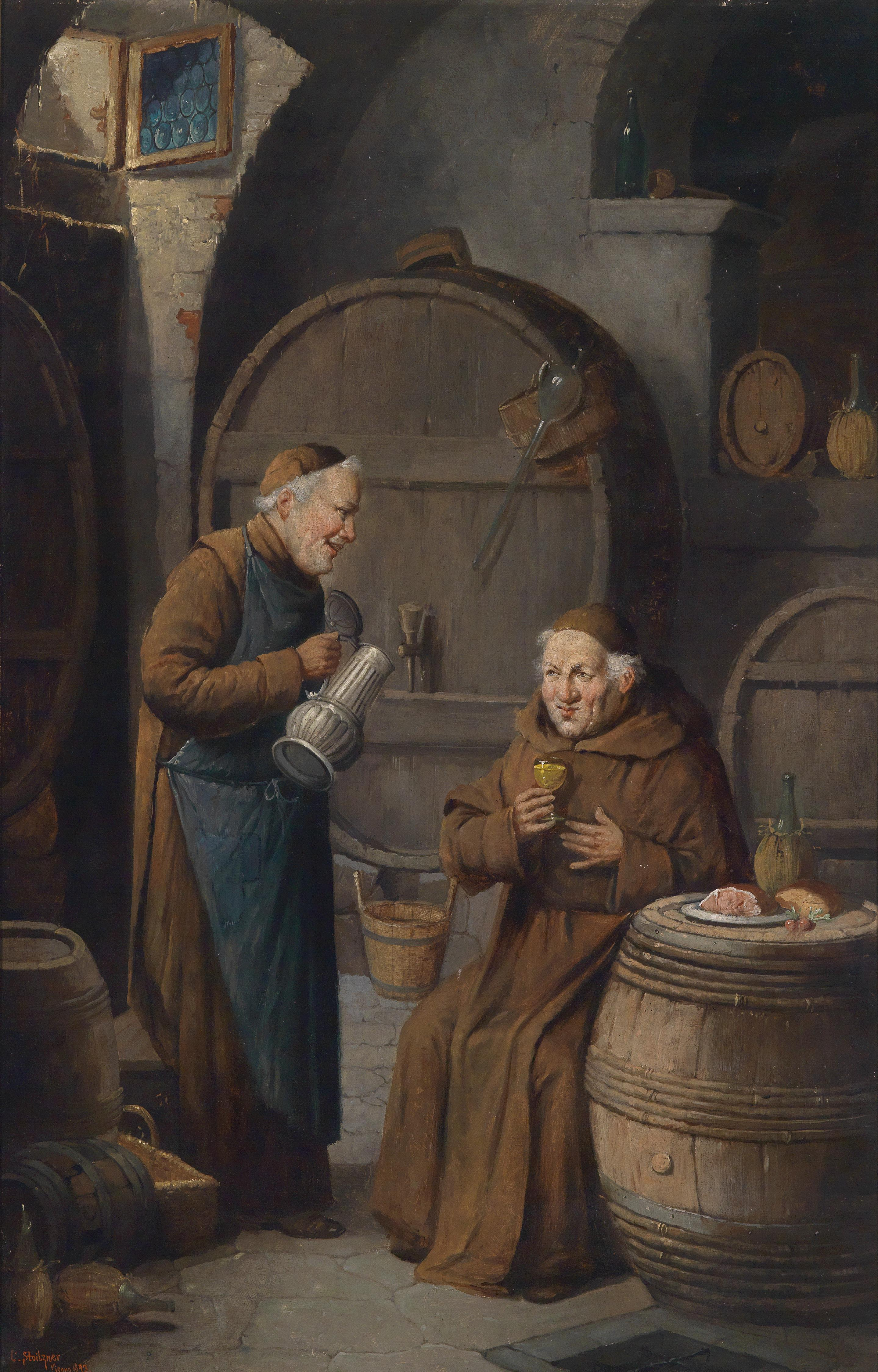
Лужёные глотки
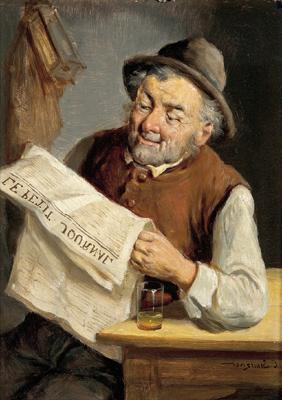
Старик, читающий газету «Le Petit Journal». 1934.
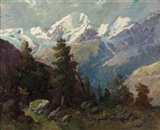
Альпийский пейзаж
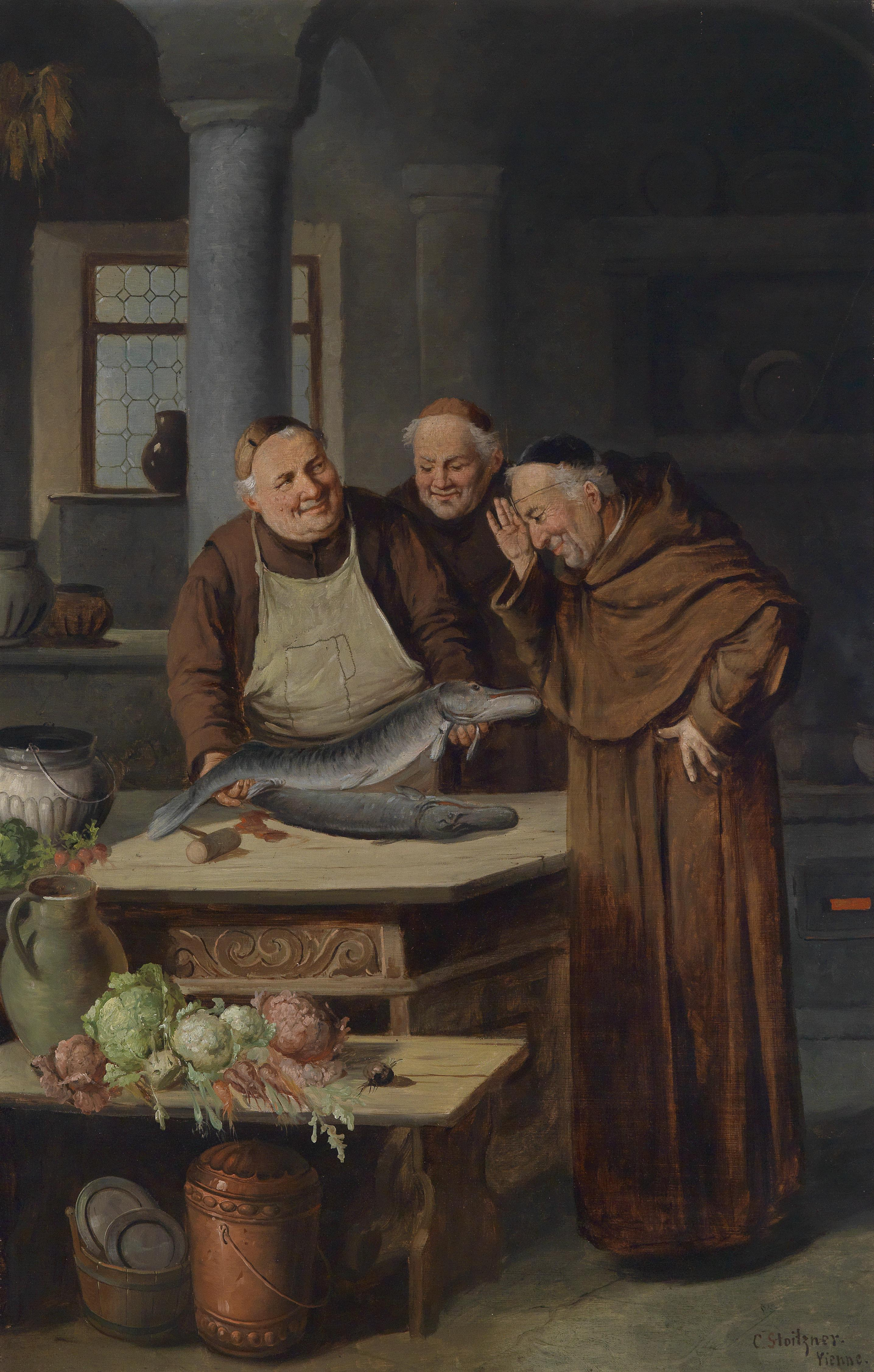
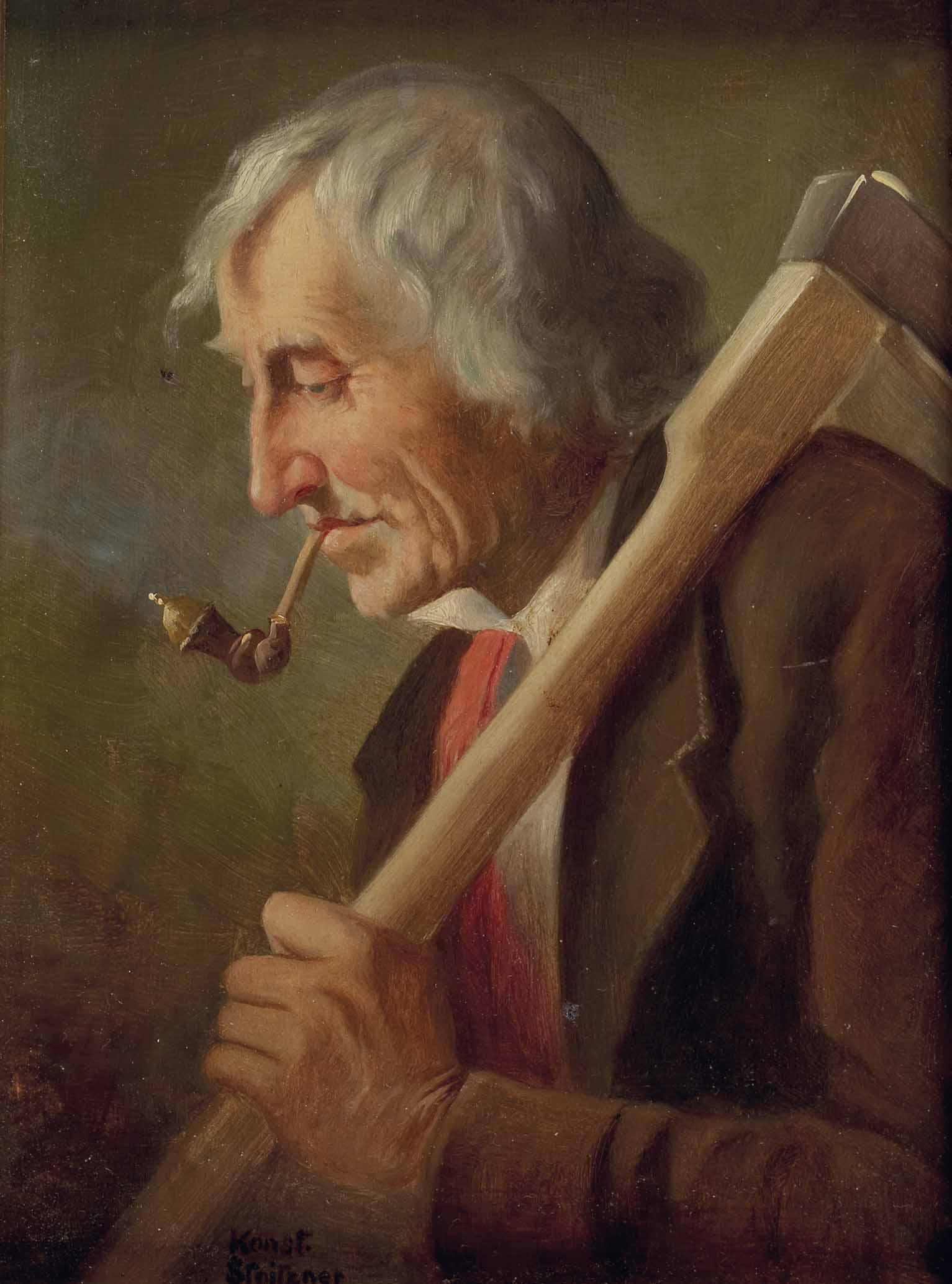